# Profármaco

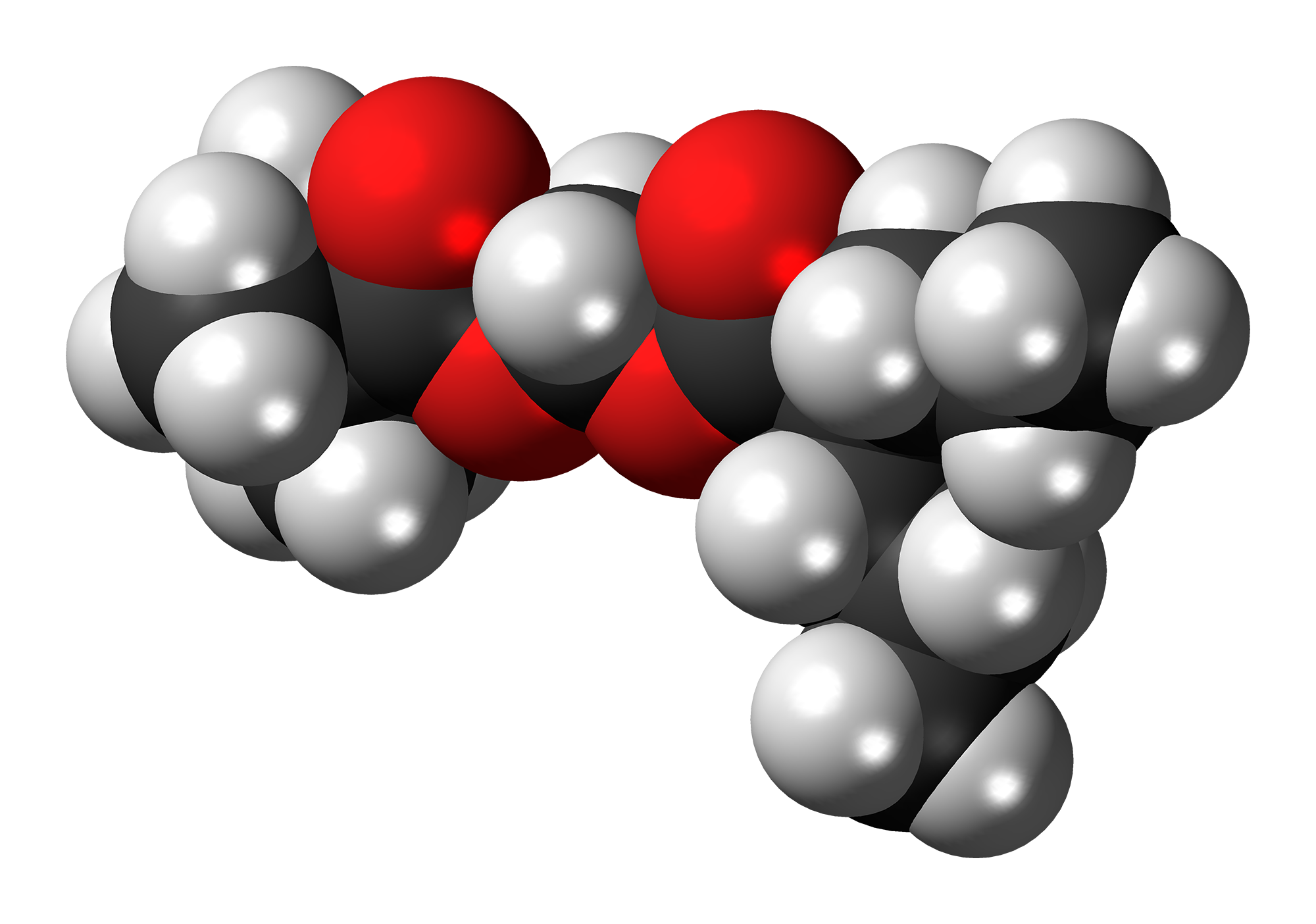
Modelo que llena el espacio de la molécula de valproato pivoxil, un fármaco anticonvulsivo.

Un profármaco es una sustancia que causa efecto luego de ser metabolizada por el sistema digestivo.  
 En lugar de administrar un medicamento directamente, se puede usar el profármaco correspondiente para mejorar la forma en que un medicamento se absorbe, distribuye, metaboliza y excreta (ADME). Los profármacos a menudo están diseñados para mejorar la biodisponibilidad cuando un fármaco en sí mismo se absorbe poco del tracto gastrointestinal.Se puede usar un profármaco para mejorar la forma selectiva en que el fármaco interactúa con las células o procesos que no son su objetivo. Esto reduce los efectos adversos o involuntarios de un medicamento, especialmente importante en tratamientos como la quimioterapia, que pueden tener efectos secundarios 
Es una sustancia farmacológica que se administra en forma inactiva o poco activa.  Posteriormente, el profármaco es metabolizado in vivo hasta un metabolito activo. Una de las razones por las que se usan profármacos es la optimización de los mecanismos farmacocinéticos de absorción, distribución, metabolización y excreción (ADME). Los profármacos suelen estar diseñados para mejorar la biodisponibilidad oral en casos de mala absorción en el tracto gastrointestinal, que suele ser un factor limitante.

Definición IUPAC: Compuesto que sufre biotransformación antes de exhibir efectos farmacológicos.

Nota 1: modificado a partir de la ref.4.
Note 2: Los profármacos pueden verse como fármacos que contienen grupos protectores no tóxicos especializados utilizados de manera transitoria para alterar o eliminar propiedades indeseables en la molécula original..

## Usos recreativos
Muchos narcotraficantes distribuyen los equivalentes profármacos de las drogas ílicitas ya que son mucho más difíciles de detectar, lo que facilita el contrabando. Esto se debe  a que muchos profármacos no se unen a los receptores antes de ser metabolizados dentro de un organismo.
También hay otra dificultad al analizar en un laboratorio las muestras biológicas (como sangre, orina o saliva) una vez que el cuerpo ya realizó la transformación: los profármacos se encuentran ausentes en el organismo en los casos de muerte por sobredosis debido a que la sustancia que causa la fatalidad es el producto de esa transformación.
Por estos motivos, las autoridades policiales se enfrentan a varios obstáculos a la hora de detectar si un profármaco es o no una droga ilícita. 